# Matt Winston
Matt Winston (nascido 3 de Fevereiro de 1970) em Los Angeles, Califórnia) é um ator estadunidense, filho de Stan Winston, foi supervisor de efeitos visuais, maquiagens e diretor de filmes. Mais conhecido pelos seus trabalhos na trilogia Terminator (Exterminador do Futuro). 

## Trabalhos na TV
- Scrubs (2001) (Série de TV)
- Hannah Montana (2005) (Série de TV)
- Six Feet Under (2001) (Série de TV)

## Filmes
- A Thousand Words (2010) (Longa-metragem), Professor
- Logorama (2009) (Curta-metragem)
- Eu os Declaro Marido e... Larry (2007) (Longa-metragem), Glen Aldrich
- Nobel Son (2007) (Longa-metragem), Clifford
- Zodíaco (2007) (Longa-metragem), John Allen
- Pequena Miss Sunshine (2006) (Longa-metragem), MC
- Papai Bate um Bolão (2005) (Longa-metragem)
- Verão Americano - É Hora de Detonar (2005) (Longa-metragem,Vídeo), Gerd
- Deliver Us from Eva (2003) (Longa-metragem)
- O núcleo - Missão ao Centro da Terra (2003) (Longa-metragem)
- As Confissões de Schmidt (2002)
- A.I. - Inteligência Artificial (2001) (Longa-metragem)
- Crocodilo Dundee em Hollywood (2001) (Longa-metragem)
- Enterprise (2001)
- Tenha Fé (2000)
- Clube da Luta (1999) (Longa-metragem)
- Heróis Fora de Órbita (1999)
- Passaporte para Paris (1999)
- Halloween H20 - Vinte Anos Depois (1998)
- O Pacificador (1997) (Longa-metragem)
- A Hora do Pesadelo 7 - O Novo Pesadelo: Retorno de Freddy Krueger (1994) (Longa-metragem)